# Maison Thomassin
La Maison Thomassin est l’une des plus anciennes et des plus remarquables demeures du Vieux Lyon, située sur le numéro 2 de la place du Change. Elle attire l’attention par sa façade gothique ornée et son histoire étroitement liée à la vie économique et sociale de la ville médiévale.

## Histoire

### Origines et construction initiale
Édifiée en 1298 par la famille de Fuers, la maison initiale ne conserve aujourd'hui qu'un plafond peint au premier étage, découvert en 1968. Ce plafond, orné des armoiries des Fuers, de Saint Louis et de sa mère Blanche de Castille, est considéré comme l'un des plus anciens plafonds peints de France.

### Transformation par la famille Thomassin
À la fin du XIVe siècle, la maison est acquise par la famille Thomassin, des marchands de drap prospères. Claude Thomassin, conservateur des foires et capitaine de la ville, entreprend une reconstruction majeure en 1493, dotant la façade d'un style gothique flamboyant. Son petit-fils, René Thomassin, devient le premier prévôt des marchands de Lyon en 1595, une charge créée par un édit d'Henri IV.

### Reconnaissance patrimoniale
La Maison Thomassin est inscrite à l'Inventaire des Monuments Historiques depuis 1927 et classée Monument Historique en 1992. Les éléments protégés incluent la galerie sur cour, l'escalier à vis avec sa tourelle, les façades et toitures, ainsi que le plafond peint du rez-de-chaussée surélevé.

### Situation actuelle
Aujourd'hui, la Maison Thomassin abrite un concept store de décoration et cadeaux, permettant aux visiteurs de découvrir ce lieu chargé d'histoire tout en explorant des produits contemporains.

## Architecture
La façade présente des fenêtres à meneaux surmontées d'une frise de signes du zodiaque, bien que très abîmée. Au second étage, les baies jumelées sont ornées d'arcs trilobés et d'un large arc ogival abritant les blasons du Dauphin, du roi Charles VIII et de la reine Anne de Bretagne. Un quatrième blason, ajouté au XIXe siècle, résulte d'une extension sur l'ancienne "ruette des Bestes", une ruelle menant à la Saône.